# Saint-Philibert (Morbihan)
Saint-Philibert is een gemeente in het Franse departement Morbihan in de regio Bretagne en maakt deel uit van het arrondissement Lorient. De gemeente telde 1.580 inwoners op 1 januari 2022.

## Geografie
De oppervlakte van Saint-Philibert bedraagt 7,05 vierkante kilometer; Op 1 januari 2022 was de bevolkingsdichtheid 224,1 inwoners per km².
Het ligt in de omgeving van de Golf van Morbihan en de menhirvelden van Carnac, in het zuiden van Bretagne aan de Golf van Biskaje. 

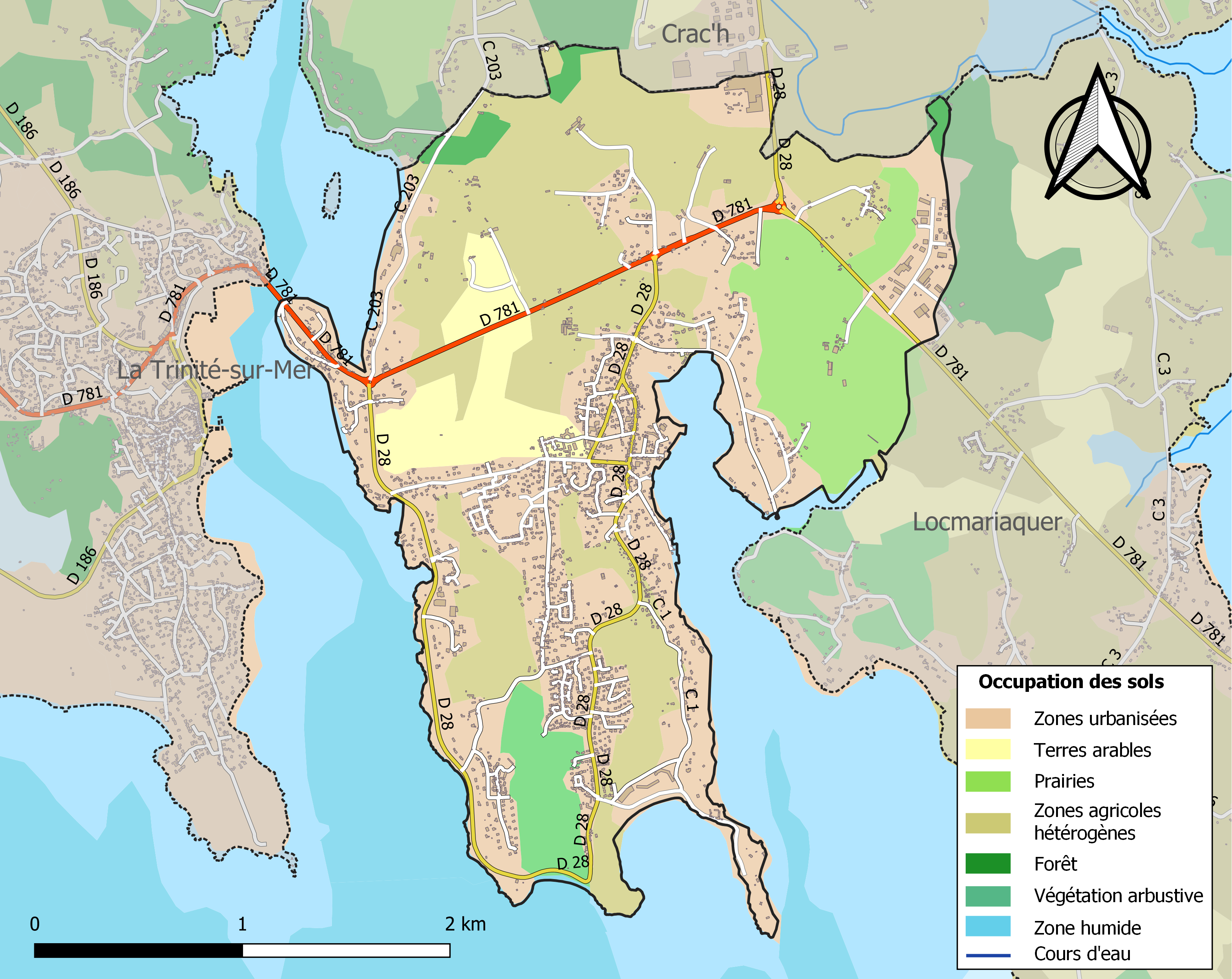
Kaart van de gemeente met de belangrijkste infrastructuur, bodemgebruik en omliggende gemeenten

## Demografie
Onderstaande figuur toont het verloop van het inwonertal.
Auray · Crach · Locmariaquer · Plumergat · Pluneret · Sainte-Anne-d'Auray · Saint-Philibert